# Јевта Павловић
Јевта М. Павловић (Смедерево,1836 — Арко (Тренто), 10. фебруар 1896) био је српски трговац, народни посланик и добротвор.

## Биографија
Основну школу завршио је у родном граду. Потом је учио трговачки занат код Николе Стефановића у Београду (од 1849) са којим је касније постао ортак (1863-1869). Када је стекао довољно искуства и капитала отворио је специјализовану радњу за продају хартије, која је снабдевала искључиво канцеларије и штампарије.
Био је угледан и имућан трговац. За народног посланика изабран је 1884. године. Био је члан Српског трговачког удружења, Београдске трговачке омладине (БТО), Кредитне задруге у Београду (а једно време (до 1884) и њен потпредседник). Биран је за судију Трговачког суда и више пута за одборника Београдске општине. Члан управе Народне банке био је до 1884. године.
Тестаментом је најбоља имања оставио БТО а преостало имање брату Ђорђу Павловићу, правнику и политичару. Крајем 1895. упутио се у градић Арко у јужном Тиролу, с намером да тамо проведе зиму. Овде је и преминуо 10. фебруара 1896, а сахрањен је 16. фебруара на Новом гробљу у Београду. Није се женио.
Носилац је Таковског крста IV реда.